# Boulevard Simon Bolivar (Bruxelles)
Pour les articles homonymes, voir Rue Simon Bolivar, Simon Bolivar et Bolivar.
Le boulevard Simon Bolivar (en néerlandais : Simon Bolivarlaan) est une artère bruxelloise située sur le territoire de la commune de Schaerbeek et de Bruxelles-ville, qui va de l'entrée principale de la gare du Nord, rue du Progrès, au quai de Willebroeck en passant par le boulevard du Roi Albert II, la chaussée d'Anvers et l'avenue de l'Héliport.

## Histoire et description
Ce boulevard porte le nom du célèbre général et homme politique sud-américain, Simón Bolívar, né à Caracas le 24 juillet 1783 et décédé à Santa Marta le 17 décembre 1830.

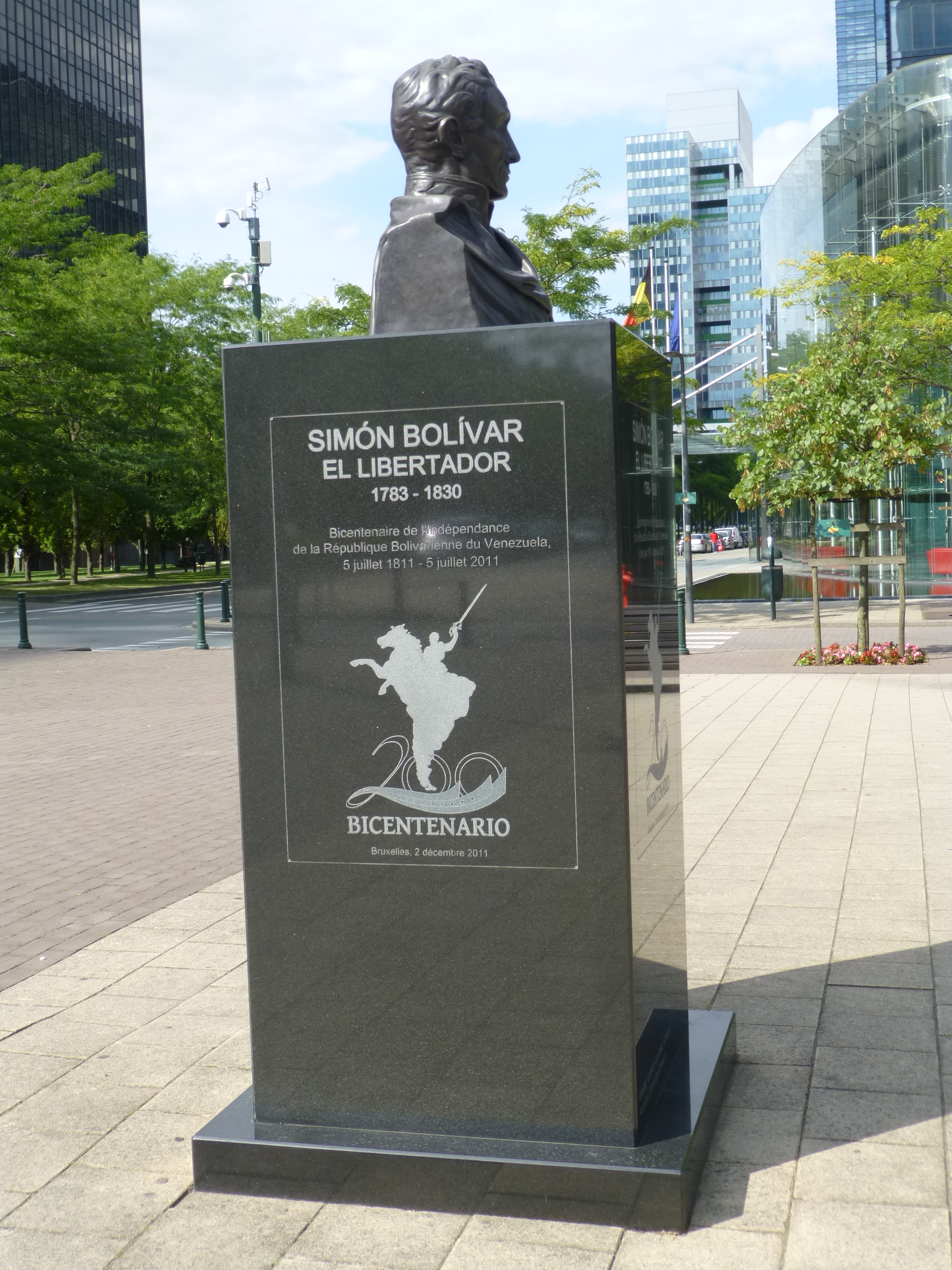
Buste de Simon Bolivar, allusion au bicentenaire du Venezuela, par une déclaration d'indépendance de l'Espagne en 1811.

Vendredi 2 décembre 2011, un buste de Simón Bolívar a été inauguré.

## Transport public
- Centre de Communication Nord
- Gare de Bruxelles-Nord
- Gare du Nord (prémétro de Bruxelles)
- arrêt Gare du Nord ou arrêt WTC
- station de taxi
- station Villo! no 141

## Adresses notables
à Schaerbeek :

- Tours Belgacom (entrée du personnel)
- no 7 : Exki

à Bruxelles-ville :

- no 30 : WTC III
- no 34 : Agence exécutive « Éducation, audiovisuel et culture » et Agence exécutive pour la recherche
- no 36 : Electrabel - GDF Suez